# 鞠新春
鞠新春（1965年—），男，山东青州人，中国人民解放军海军中将。

## 履历
鞠新春曾于欧洲留学，硕士学历，曾仼“哈尔滨”号导弹驱逐舰舰长，期间于2004年参加首次中法海军海上联合演习。2015年调任南海舰队装备部部长，并于2016年4月仼南海艦隊副司令員。2021年，任中央军委装备发展部副部长兼中国载人航天工程副总指挥、空间站阶段飞行任务总指挥部副总指挥长。2023年2月，升任南部战区海军司令员并晋升海军中将军衔。
2023年11月27日，鞠新春因涉嫌严重违纪违法被罢免第十四届全国人民代表大会代表职务，并于29日公示。